# Harduaganj
Harduaganj is een nagar panchayat (plaats) in het district Aligarh van de Indiase staat Uttar Pradesh. 

## Demografie
Volgens de Indiase volkstelling van 2001 wonen er 11.564 mensen in Harduaganj, waarvan 53% mannelijk en 47% vrouwelijk is. De plaats heeft een alfabetiseringsgraad van 49%. 